# Carl Hebel
Claes (Carl) Hebel, förekommer även under namnformen Karl Hebbel, var en bildhuggare verksam på 1600-talet.
Hebel antas vara son till Hans Hebel. Han var anlitad som bildhuggare av Magnus De la Gardie för arbeten vid Venngarn där han bland annat inredde slottskapellet. Vid reduktionen lämnades slottskapellet helt orört och inga nya föremål har tillkommit och bara några få detaljer har försvunnit, därmed är kapellet ett av landets absolut bäst bevarade kyrkorum från stormaktstiden. Bland Hebel övriga arbeten tillskrivs han predikstolen i Sorunda kyrka samt figurerna på predikstolen i Mariakyrkan i Sigtuna.